# Juan Carlos López Martínez
Juan Carlos López Martínez (sinh ngày 12 tháng 3 năm 1989 ở Querétaro City, Querétaro) là một cầu thủ bóng đá người México hiện tại thi đấu cho Tepic theo dạng cho mượn từ Querétaro.